# ميتال سلج 3
ميتال سلج 3 (بالإنجليزية: Metal Slug 3)‏ (باليابانية: メタルスラッグ 3)، هي لعبة فيديو إلكترونية من نوع اطلاق النار وجري، أنتجها ونشرها شركة إس إن كاي اليابانية سنة 2000م، وتعمل على أنظمة التشغيل مثل بلاي ستيشن 2 وإكس بوكس وغيرها.